# Amanda Nell Eu
Amanda Nell Eu (nascuda el 26 de novembre de 1985) és una directora, escriptora i guionista de Malàisia. És coneguda per la seva pel·lícula Tiger Stripes. La pel·lícula es va projectar al 76è Festival Internacional de Cinema de Canes el 17 de maig de 2023 on va guanyar el Gran Premi de la Setmana de la Crítica. Va ser seleccionat com a entrada de Malàisia per a la Millor Pel·lícula Internacional als Premis Oscar de 2023.

## Primers anys i educació
Eu va néixer a Kuala Lumpur el 25 de novembre de 1985. Quan tenia 11 anys, es va traslladar a Gran Bretanya, on va néixer la seva àvia. Va anar a un internat a High Wycombe. Després va estudiar disseny gràfic a Central Saint Martins abans d'assistir a la London Film School.
Eu també va estudiar a l'Acadèmia de Cineastes de Locarno en el curs dirigit per Stefano Knuchel.

## Carrera
Després de graduar-se amb un màster a la London Film School, va fer dos curtmetratges, Pasak (2012) i Seesaw (2015). Va tornar per establir-se a Malàisia. Es va interessar per la tradició popular del país i va fer dos curtmetratges basats en personatges d'aquesta tradició. El primer fet l'any 2017 va ser It's Easier to Raise Cattle, una història que involucra un pontianak, que es va estrenar a competició al Festival Internacional de Cinema de Venècia i va rebre una menció especial al Festival del Curtmetratge de Clermont-Ferrand. També va realitzar el curtmetratge Vinegar Baths (involucrant un penanggalan) el 2018.
Eu va dirigir el seu primer llargmetratge Tiger Stripes estrenat el 2023. La pel·lícula va guanyar el Gran Premi de la Setmana de la Crítica al Festival de Canes.